# Ramón J. Sender
Ramón José Sender Garcés (conegut com a Ramón J. Sender) (Xalamera, Baix Cinca, 3 de febrer de 1901 - San Diego, Califòrnia, 16 de gener de 1982) fou un escriptor aragonès, considerat com un dels grans escriptors de la postguerra i, un dels grans escriptors aragonesos del segle xx.

## Biografia i obres
Va estudiar a Reus, i molt aviat passà a les universitats de Saragossa i Madrid per a estudiar Dret, però de seguida fou absorbit per les tasques periodístiques i literàries, a les quals l'impulsava la seva vocació. Destacà notablement en la redacció del diari El Sol i després hagué de complir les seves obligacions militars al Marroc, sent fruit d'aquella època un dels llibres més importants, Imán (1930), obra formidable d'un soldat, escrita amb sang dels seus propis records, notes del llibre de campanya d'un home que marxà sobre la petja de la gran catàstrofe, i ajuda a recuperar lentament el terreny perdut en poques hores, des de Nador fins Zeluán.
Abans d'aquesta novel·la, Sender havia publicat El problema religioso en Méjico (Madrid, 1928), de les seves produccions posteriors en fem una cronologia: el 1931 publicava O.P. Novela de la Cárcel. Els esdeveniments de Casas Viejas (1933) l'inspiraren un reportatge explosiu: Viaje a l'aldea del crimen. Del seu viatge a Rússia el 1934 va sortir el llibre Madrid-Moscú, i Cartas de Moscú sobre el amor. El 1935 obtenia el premi nacional de Literatura amb la novel·la Mr. Witt en el cantón, publicada per Espasa Calpe, una novel·la històrica basada en els fets del cantó de Cartagena,

## La Guerra Civil
Durant la Guerra Civil, i malgrat els seus antecedents àcrates, mostra una certa afinitat amb els comunistes, que li publicaren Contraataque (1938). La seva esposa Amparo Barayón fou assassinada a Zamora pels franquistes el 1936. Va estar exiliat a França, Mèxic i Estats Units, on donà cursos i fou professor de la Universitat de Los Angeles. La seva aproximació als comunistes cessà ben aviat: precisament el seu anticomunisme, així com la seva antipatia vers Miguel de Unamuno, figuraria entre les seves fòbies constants. Del seu viatge a Rússia el 1934 va sortir el llibre Madrid-Moscú, i Cartas de Moscú sobre el amor

Malgrat que discutida, la seva personalitat literària destacà ben aviat. Abans de la guerra civil, Pio Baroja declarava: 
| « | Tenemos entre los jovenes un poeta, Lorca i un novelista, Sender. | » |

Escriptor canviant i inclús contradictori, enfront als que l'acusaven de certs excessos, Sender vingué a contestar amb la seva afirmació del risc i la demesia com a ingredients molt propis de les cultures espanyoles. La seva amplitud de registres sembla, tanmateix, innegable. La seva fecunditat també fou extraordinària; escriví més de 80 llibres.

## El desconegut
El desconeixement de l'obra de Sender per les noves generacions del propi país començà a remeiar-se amb la concessió del premi de novel·la Ciutat de Barcelona (1967) i la seva Crónica del Alba, publicada el 1942; a Barcelona així mateix li fou adjudicat el Planeta (1969) per En la vida de Ignacio Morel.
Entre les seves novel·les més famoses i figura Réquiem por un campesino español, la primera versió de la qual havia estat editada el 1953 amb el títol de Mosén Millán. El 1985 Réquiem por un campesino español fou portada al cinema pel director Francesc Betriu.
El 1974 figurà entre els candidats al Premi Nobel. Doctor honoris causa per diverses universitats, les de Califòrnia el distingiren amb la Poma d'Or al professor més estimat.

## Obres principals
- El lugar de un hombre: (1939)
- Epitalamio del Prieto Trinidad: (1942)
- El rey i la reina: (1947)
- El verdugo afable: (1952)
- La tesis de Nancy: (1962)
- Los cinco libros de Ariadna: (1957)
- La Quinta Julieta: (1957)
- Réquiem por un campesino español: (1960)
- Las novelas ejemplares de Cibola: (1963)
- La aventura equinoccial de Lope de Aguirre: (1968)
- La luna de los perros (1972)
- El fugitivo (1973)
- Chronus y la senyora con rabo: (1975)
- La efemérides: (1976)
- Adela y yo (1978)
- La mirada inmóvil: (1979)
- Chandrio en la plaza de las Cortes: (1981)

Les seves obres van ser introduïdes a Espanya a través de les traduccions de Francisco Carrasquer, que també n'ha fet un estudi exhaustiu de l'obra.
Com assagista se li deuen molts treballs: 
- Unamuno, Valle-Inclán i Santayana (1960) Examen de ingenios, (1960)
- Los noventayochos: (1960)
- Valle-Inclán o la dificultad de la tragedia: (1965)

Sender va mantindre al llarg de la seva vida, el seu caràcter batallador en el periodisme, la novel·la i l'acció social.